# Sportverein Eintracht Trier 05 2004-2005
Questa voce raccoglie le informazioni riguardanti lo Sportverein Eintracht Trier 05 nelle competizioni ufficiali della stagione 2004-2005.

## Stagione
Nella stagione 2004-2005 l'Eintracht Trier, allenato da Paul Linz, concluse il campionato di 2. Bundesliga al 15º posto. In Coppa di Germania l'Eintracht Trier fu eliminato agli ottavi di finale dal Werder Brema.

## Rosa
| N. |                       | Ruolo | Calciatore        |
| -- | --------------------- | ----- | ----------------- |
| 1  | Germania (bandiera)   | P     | Daniel Ischdonat  |
| 2  | Germania (bandiera)   | C     | Carsten Marell    |
| 3  | Germania (bandiera)   | D     | Alexander Adrian  |
| 4  | Croazia (bandiera)    | D     | Igor Budiša       |
| 5  | Serbia (bandiera)     | D     | Milan Drageljevic |
| 6  | Germania (bandiera)   | D     | Harry Koch        |
| 7  | Germania (bandiera)   | C     | Claus Grzeskowiak |
| 8  | Romania (bandiera)    | C     | Catalin Racanel   |
| 9  | Germania (bandiera)   | A     | Nico Patschinski  |
| 10 | Georgia (bandiera)    | C     | Davit Siradze     |
| 11 | Croazia (bandiera)    | A     | Antun Labak       |
| 12 | Germania (bandiera)   | C     | Jens Robben       |
| 13 | Montenegro (bandiera) | C     | Milorad Peković   |
| 14 | Germania (bandiera)   | C     | Sebastian Zimmer  |
| 15 | Germania (bandiera)   | C     | Sebastian Becker  |
| 16 | Germania (bandiera)   | C     | Matthias Keller   |

| N. |                        | Ruolo | Calciatore       |
| -- | ---------------------- | ----- | ---------------- |
| 17 | Germania (bandiera)    | A     | Sebastian Radtke |
| 18 | Germania (bandiera)    | A     | Michael Fleck    |
| 20 | Germania (bandiera)    | C     | Daniel Bauer     |
| 21 | Germania (bandiera)    | P     | Enrico Keller    |
| 22 | Croazia (bandiera)     | A     | Marijo Marić     |
| 23 | Germania (bandiera)    | A     | Thomas Klasen    |
| 24 | Croazia (bandiera)     | P     | Dario Krešić     |
| 25 | Germania (bandiera)    | D     | Sebastian Pelzer |
| 27 | Francia (bandiera)     | C     | Samir Louadj     |
| 28 | Germania (bandiera)    | D     | Thomas Reis      |
| 29 | Germania (bandiera)    | D     | Stefan Fleck     |
| 31 | Croazia (bandiera)     | C     | Zoran Mamić      |
| 32 | Germania (bandiera)    | C     | Gustav Schulz    |
| 33 | Colombia (bandiera)    | C     | Jesus Sinisterra |
|    | Lussemburgo (bandiera) | D     | Tom Schnell      |

## Organigramma societario
Area tecnica
- Allenatore: Paul Linz
- Allenatore in seconda: Arno Michels
- Preparatore dei portieri: Jürgen Roth-Lebenstedt
- Preparatori atletici:

## Calciomercato

### Sessione estiva
| Acquisti | Acquisti         | Acquisti          | Acquisti |
| R.       | Nome             | da                | Modalità |
| -------- | ---------------- | ----------------- | -------- |
| C        | Zoran Mamić      | LR Ahlen          |          |
| D        | Alexander Adrian | Salmrohr          |          |
| P        | Enrico Keller    | Feucht            |          |
| A        | Sebastian Radtke | Arminia Bielefeld |          |
| D        | Thomas Reis      | Augusta           |          |
| C        | Jens Robben      | Meppen            |          |
| D        | Tom Schnell      | Union Luxembourg  |          |
| C        | Davit Siradze    | Union Berlino     |          |
| A        | David Zdrilić    | Aberdeen          |          |

| Cessioni | Cessioni      | Cessioni           | Cessioni |
| R.       | Nome          | da                 | Modalità |
| -------- | ------------- | ------------------ | -------- |
| A        | Najeh Braham  | Rot-Weiß Erfurt    |          |
| A        | Petar Divić   | OFK Belgrado       |          |
| P        | Faris Efendić | Čelik Zenica       |          |
| D        | Sammy Habte   | Victoria Rosport   |          |
| P        | Axel Keller   | Hansa Rostock      |          |
| C        | Markus Lösch  | Fortuna Düsseldorf |          |
| D        | Hasan Vural   | Darmstadt          |          |
| A        | Danny Winkler | Hoffenheim         |          |

### Sessione invernale
| Acquisti | Acquisti     | Acquisti          | Acquisti |
| R.       | Nome         | da                | Modalità |
| -------- | ------------ | ----------------- | -------- |
| A        | Marijo Marić | Arminia Bielefeld |          |

| Cessioni | Cessioni          | Cessioni  | Cessioni |
| R.       | Nome              | da        | Modalità |
| -------- | ----------------- | --------- | -------- |
| D        | Miodrag Latinovic | Paderborn |          |
| A        | David Zdrilić     | Sydney FC |          |

## Risultati

### 2. Bundesliga

#### Girone di andata
| Arbitro: | Keßler |

|                 |           |           |
| Rietpietsch 15’ | Marcatori | 30’ Labak |

| Arbitro: | Brych |

|          |           |            |
| Reis 72’ | Marcatori | 8’ Goldbæk |

| Arbitro: | Kircher |

|                             |           |  |
| Gebhardt 32’ Kolomazník 53’ | Marcatori |  |

| Treviri 12 settembre 2004, ore 15:00 CEST 4ª giornata | Eintracht Treviri | 0 – 0 referto | Greuther Fürth | Moselstadion (5 400 spett.)\| Arbitro: \| Seemann \| |
| Arbitro:                                              | Seemann           |               |                |                                                      |

| Arbitro: | Schalk |

|                                |           |                      |
| Svitlica 2’ (rig.) Jugović 89’ | Marcatori | 54’, 78’ Patschinski |

| Arbitro: | Scheppe |

|                            |           |  |
| Patschinski 15’ Keller 41’ | Marcatori |  |

| Arbitro: | Grudzinski |

|                   |           |                       |
| Pelzer 46’ (aut.) | Marcatori | 56’ Keller 88’ Klasen |

| Arbitro: | Anklam |

|  |           |                                                     |
|  | Marcatori | 13’ Bruns 29’ Klitzpera 51’ (aut.) Mamić 64’ Rolfes |

| Arbitro: | Rafati |

|                         |           |  |
| Peković 63’ Racanel 78’ | Marcatori |  |

| Arbitro: | Kempter |

|                                 |           |                                       |
| Ahanfouf 5’, 28’, 68’ Drsek 43’ | Marcatori | 11’, 15’ Labak 32’ (rig.) Patschinski |

| Arbitro: | Walz |

|                 |           |              |
| Keller 36’, 75’ | Marcatori | 39’ Baumgart |

| Burghausen 5 novembre 2004, ore 19:00 CET 12ª giornata | Wacker Burghausen | 0 – 0 referto | Eintracht Treviri | Wacker-Arena (4 400 spett.)\| Arbitro: \| Schößling \| |
| Arbitro:                                               | Schößling         |               |                   |                                                        |

| Arbitro: | Albrecht |

|                             |           |                        |
| Patschinski 23’ (rig.), 54’ | Marcatori | 11’ Reinhard 43’ Schur |

| Arbitro: | Perl |

|           |           |  |
| Freis 10’ | Marcatori |  |

| Treviri 26 novembre 2004, ore 19:00 CET 15ª giornata | Eintracht Treviri | 0 – 0 referto | Colonia | Moselstadion (10 254 spett.)\| Arbitro: \| Keßler \| |
| Arbitro:                                             | Keßler            |               |         |                                                      |

| Arbitro: | Winkmann |

|                                                 |           |                 |
| Lavrič 21’, 70’ Fröhlich 53’ (rig.) Kennedy 77’ | Marcatori | 14’ Patschinski |

| Arbitro: | Dingert |

|                         |           |            |
| Racanel 20’ Siradze 33’ | Marcatori | 76’ Hagner |

#### Girone di ritorno
| Arbitro: | Gräfe |

|                      |           |                               |
| Marić 38’ Pelzer 77’ | Marcatori | 65’ Haeldermans 90’ Ouédraogo |

| Arbitro: | Meyer |

|                            |           |                          |
| Koch 13’ (aut.) Bilgin 86’ | Marcatori | 1’ Patschinski 54’ Marić |

| Arbitro: | Seemann |

|                        |           |                                   |
| Keller 50’ Peković 70’ | Marcatori | 65’ (rig.) Lehmann 67’ Kolomazník |

| Arbitro: | Drees |

|                                 |           |                                |
| Eigler 5’ Ruman 12’ Hilbert 70’ | Marcatori | 55’ Mamić 84’, 90’ Patschinski |

| Arbitro: | Lupp |

|                           |           |  |
| Patschinski 43’ Labak 83’ | Marcatori |  |

| Arbitro: | Schößling |

|                          |           |  |
| von Walsleben-Schied 64’ | Marcatori |  |

| Arbitro: | Schalk |

|             |           |  |
| Peković 38’ | Marcatori |  |

| Arbitro: | Walz |

|                             |           |  |
| Budiša 31’ (aut.) Gómez 60’ | Marcatori |  |

| Arbitro: | Henschel |

|                                   |           |  |
| Peković 9’ (aut.) Tiganj 11’, 49’ | Marcatori |  |

| Arbitro: | Wack |

|                 |           |  |
| Patschinski 18’ | Marcatori |  |

| Arbitro: | Welz |

|                         |           |           |
| Iordache 7’ Szélesi 53’ | Marcatori | 85’ Marić |

| Arbitro: | Winkmann |

|  |           |                           |
|  | Marcatori | 21’ Reisinger 74’ Geißler |

| Arbitro: | Drees |

|              |           |  |
| Cha 38’, 65’ | Marcatori |  |

| Arbitro: | Albrecht |

|  |           |                        |
|  | Marcatori | 45’ Aduobe 55’ Schwarz |

| Arbitro: | Rafati |

|              |           |                             |
| Podolski 68’ | Marcatori | 41’ Peković 85’ Patschinski |

| Arbitro: | Frank |

|                      |           |                                   |
| Marić 82’ Klasen 85’ | Marcatori | 13’, 75’, 80’ Lavrič 90’ Fröhlich |

| Arbitro: | Brych |

|            |           |           |
| Reuter 39’ | Marcatori | 7’ Becker |

### Coppa di Germania
| Arbitro: | Stachowiak |

|            |           |                                |
| Koitka 87’ | Marcatori | 15’ Labak 19’, 51’ (rig.) Koch |

| Arbitro: | Kempter |

|                                             |                      |                                         |
| Pflipsen Krontiris Schäfer Lehmann Gebhardt | Tiri di rigore 3 – 4 | Pelzer Keller Mamić Siradze Patschinski |

| Arbitro: | Wagner |

|                              |           |           |
| Jensen 5’, 105’ Klasnić 120’ | Marcatori | 57’ Labak |

## Statistiche

### Statistiche di squadra
| Competizione      | Punti | In casa | In casa | In casa | In casa | In casa | In casa | In trasferta | In trasferta | In trasferta | In trasferta | In trasferta | In trasferta | Totale | Totale | Totale | Totale | Totale | Totale | DR  |
| Competizione      | Punti | G       | V       | N       | P       | Gf      | Gs      | G            | V            | N            | P            | Gf           | Gs           | G      | V      | N      | P      | Gf     | Gs     | DR  |
| ----------------- | ----- | ------- | ------- | ------- | ------- | ------- | ------- | ------------ | ------------ | ------------ | ------------ | ------------ | ------------ | ------ | ------ | ------ | ------ | ------ | ------ | --- |
| 2. Bundesliga     | 39    | 17      | 7       | 6       | 4       | 21      | 21      | 17           | 2            | 6            | 9            | 18           | 32           | 34     | 9      | 12     | 13     | 39     | 53     | -14 |
| Coppa di Germania | -     | 0       | 0       | 0       | 0       | 0       | 0       | 3            | 1            | 1            | 1            | 4            | 4            | 3      | 1      | 1      | 1      | 4      | 4      | 0   |
| Totale            | 39    | 17      | 7       | 6       | 4       | 21      | 21      | 20           | 3            | 7            | 10           | 22           | 36           | 37     | 10     | 13     | 14     | 43     | 57     | -14 |

### Andamento in campionato
| Giornata  | 1 | 2 | 3  | 4  | 5  | 6  | 7 | 8  | 9 | 10 | 11 | 12 | 13 | 14 | 15 | 16 | 17 | 18 | 19 | 20 | 21 | 22 | 23 | 24 | 25 | 26 | 27 | 28 | 29 | 30 | 31 | 32 | 33 | 34 |
| --------- | - | - | -- | -- | -- | -- | - | -- | - | -- | -- | -- | -- | -- | -- | -- | -- | -- | -- | -- | -- | -- | -- | -- | -- | -- | -- | -- | -- | -- | -- | -- | -- | -- |
| Luogo     | T | C | T  | C  | T  | C  | T | C  | C | T  | C  | T  | C  | T  | C  | T  | C  | C  | T  | C  | T  | C  | T  | C  | T  | T  | C  | T  | C  | T  | C  | T  | C  | T  |
| Risultato | N | N | P  | N  | N  | V  | V | P  | V | P  | V  | N  | N  | P  | N  | P  | V  | N  | N  | N  | N  | V  | P  | V  | P  | P  | V  | P  | P  | P  | P  | V  | P  | N  |
| Posizione | 7 | 9 | 13 | 14 | 15 | 11 | 9 | 12 | 8 | 8  | 8  | 7  | 7  | 9  | 10 | 10 | 10 | 10 | 10 | 10 | 11 | 10 | 11 | 10 | 10 | 11 | 9  | 9  | 12 | 13 | 13 | 13 | 14 | 15 |

Legenda:

Luogo: C = Casa; T = Trasferta. Risultato: V = Vittoria; N = Pareggio; P = Sconfitta.

### Statistiche dei giocatori
| Giocatore      | 2. Bundesliga | 2. Bundesliga | 2. Bundesliga | 2. Bundesliga | Coppa di Germania | Coppa di Germania | Coppa di Germania | Coppa di Germania | Totale   | Totale | Totale      | Totale     |
| Giocatore      | Presenze      | Reti          | Ammonizioni   | Espulsioni    | Presenze          | Reti              | Ammonizioni       | Espulsioni        | Presenze | Reti   | Ammonizioni | Espulsioni |
| -------------- | ------------- | ------------- | ------------- | ------------- | ----------------- | ----------------- | ----------------- | ----------------- | -------- | ------ | ----------- | ---------- |
| A. Adrian      | 4             | 0             | 1             | 0             | 1                 | 0                 | 0                 | 0                 | 5        | 0      | 1           | 0          |
| D. Bauer       | 0             | 0             | 0             | 0             | 0                 | 0                 | 0                 | 0                 | 0        | 0      | 0           | 0          |
| S. Becker      | 2             | 1             | 0             | 0             | 0                 | 0                 | 0                 | 0                 | 2        | 1      | 0           | 0          |
| I. Budiša      | 19            | 0             | 4             | 0             | 3                 | 0                 | 1                 | 0                 | 22       | 0      | 5           | 0          |
| M. Drageljevic | 13            | 0             | 5             | 0             | 2                 | 0                 | 2                 | 0                 | 15       | 0      | 7           | 0          |
| M. Fleck       | 3             | 0             | 0             | 0             | 0                 | 0                 | 0                 | 0                 | 3        | 0      | 0           | 0          |
| S. Fleck       | 1             | 0             | 0             | 0             | 0                 | 0                 | 0                 | 0                 | 1        | 0      | 0           | 0          |
| C. Grzeskowiak | 10            | 0             | 0             | 0             | 2                 | 0                 | 0                 | 0                 | 12       | 0      | 0           | 0          |
| D. Ischdonat   | 19            | 0             | 0             | 0             | 1                 | 0                 | 0                 | 0                 | 20       | 0      | 0           | 0          |
| E. Keller      | 0             | 0             | 0             | 0             | 0                 | 0                 | 0                 | 0                 | 0        | 0      | 0           | 0          |
| M. Keller      | 32            | 5             | 6             | 0             | 3                 | 0                 | 1                 | 0                 | 35       | 5      | 7           | 0          |
| T. Klasen      | 21            | 2             | 4             | 0             | 2                 | 0                 | 0                 | 0                 | 23       | 2      | 4           | 0          |
| H. Koch        | 16            | 0             | 2             | 0             | 1                 | 2                 | 0                 | 0                 | 17       | 2      | 2           | 0          |
| D. Krešić      | 15            | 0             | 0             | 0             | 2                 | 0                 | 0                 | 0                 | 17       | 0      | 0           | 0          |
| A. Labak       | 29            | 4             | 8             | 1             | 3                 | 2                 | 0                 | 0                 | 32       | 6      | 8           | 1          |
| M. Latinovic   | 11            | 0             | 0             | 0             | 1                 | 0                 | 0                 | 0                 | 12       | 0      | 0           | 0          |
| S. Louadj      | 3             | 0             | 0             | 0             | 1                 | 0                 | 0                 | 0                 | 4        | 0      | 0           | 0          |
| Z. Mamić       | 30            | 1             | 0             | 0             | 2                 | 0                 | 0                 | 0                 | 32       | 1      | 0           | 0          |
| C. Marell      | 27            | 0             | 3             | 0             | 2                 | 0                 | 0                 | 0                 | 29       | 0      | 3           | 0          |
| M. Marić       | 16            | 4             | 2             | 0             | 0                 | 0                 | 0                 | 0                 | 16       | 4      | 2           | 0          |
| N. Patschinski | 34            | 13            | 3             | 0             | 3                 | 0                 | 0                 | 0                 | 37       | 13     | 3           | 0          |
| M. Peković     | 26            | 4             | 12            | 0             | 1                 | 0                 | 1                 | 0                 | 27       | 4      | 13          | 0          |
| S. Pelzer      | 30            | 1             | 6             | 0             | 3                 | 0                 | 0                 | 0                 | 33       | 1      | 6           | 0          |
| C. Racanel     | 32            | 2             | 5             | 0             | 1                 | 0                 | 0                 | 0                 | 33       | 2      | 5           | 0          |
| S. Radtke      | 1             | 0             | 0             | 0             | 0                 | 0                 | 0                 | 0                 | 1        | 0      | 0           | 0          |
| T. Reis        | 23            | 1             | 5             | 0             | 1                 | 0                 | 0                 | 0                 | 24       | 1      | 5           | 0          |
| J. Robben      | 10            | 0             | 0             | 0             | 3                 | 0                 | 2                 | 0                 | 13       | 0      | 2           | 0          |
| T. Schnell     | 0             | 0             | 0             | 0             | 0                 | 0                 | 0                 | 0                 | 0        | 0      | 0           | 0          |
| G. Schulz      | 0             | 0             | 0             | 0             | 0                 | 0                 | 0                 | 0                 | 0        | 0      | 0           | 0          |
| J. Sinisterra  | 12            | 0             | 3             | 0             | 0                 | 0                 | 0                 | 0                 | 12       | 0      | 3           | 0          |
| D. Siradze     | 19            | 1             | 2             | 1             | 1                 | 0                 | 0                 | 0                 | 20       | 1      | 2           | 1          |
| D. Zdrilić     | 11            | 0             | 2             | 0             | 2                 | 0                 | 0                 | 0                 | 13       | 0      | 2           | 0          |
| S. Zimmer      | 0             | 0             | 0             | 0             | 1                 | 0                 | 0                 | 0                 | 1        | 0      | 0           | 0          |